# Jeff Porcaro
Jeffrey Thomas Porcaro (Hartford, 1º aprile 1954 – Hidden Hills, 5 agosto 1992) è stato un batterista statunitense.

## Biografia
Figlio del batterista Joe Porcaro, nacque a Hartford, nel Connecticut, il 1º aprile 1954. Iniziò a suonare la batteria prima ancora di aver compiuto sette anni; un appuntamento fisso per lui, e per i suoi fratelli, era quello che si teneva ogni fine settimana nel negozio di strumenti musicali in cui il padre dava lezioni in privato. Nel 1968 la famiglia Porcaro si trasferì a Los Angeles nella San Fernando Valley, per permettere al padre Joe di lavorare con maggiore assiduità negli studi di registrazione. Oltre a studiare con il padre, Jeff studiò anche con i percussionisti Bob Zimmit e Richard Lapore. I suoi primi modelli sono, a parte il padre, Buddy Rich, Art Blakey, John Bonham e Keith Moon. La sua prima batteria è una Slingerland Champagne Sparkle regalatagli dal padre. Dopo le prime esperienze con i gruppi della zona, a quattordici anni fonda insieme ad alcuni suoi amici la rock band Rural Still Life; con lui anche i futuri componenti dei Toto, David Paich e David Hungate.
Nel 1972 ottenne l'ingaggio con i musicisti della band di Jack Daugherty per accompagnare gli show estivi di Sonny & Cher, abbandonando così gli studi. Sul finire del 1973 entrò negli Steely Dan. Una carriera in forte accelerazione, con il telefono che squillava sempre più frequentemente e turni in sala di registrazione destinati a scalare le classifiche. Dopo il primo tour con gli Steely Dan nel 1975, registrò Katy Lied. Nel 1976 entrò nell'ensemble di Boz Scaggs, insieme a David Paich, David Hungate e Steve Lukather. Da qui nacque l'idea da parte di questi turnisti di fondare un complesso ex novo: i Toto; a questi ultimi si unirono il cantante Bobby Kimball e il tastierista Steve Porcaro, fratello di Jeff.

### La carriera con i Toto
Nel 1978 avvenne il loro debutto discografico omonimo, Porcaro proseguì l'attività con il gruppo registrando 7 album in studio e dal vivo fino al 1992, anno della sua scomparsa.

### La morte
Il pomeriggio del 5 agosto 1992 Porcaro era intento a spruzzare un pesticida nel giardino di casa sua a Hidden Hills, Los Angeles, California, assieme ai figli, quando improvvisamente cadde a terra privo di sensi. Fu immediatamente trasportato in ospedale dove morì poco dopo. L'autopsia confermò che il decesso non aveva legami con il pesticida usato e fu invece dovuto all'occlusione delle arterie dovuto all'uso di cocaina. Al suo funerale partecipò lo star business musicale di Los Angeles e New York, oltre 1500 persone. Tra i presenti personalità quali David Crosby, Jackson Browne, Graham Nash e Bonnie Raitt. Il feretro venne accompagnato dai fratelli Mike e Steve e dal collega e amico David Paich. In suo onore vennero realizzati alcuni CD contenenti tributi musicali a lui dedicati. È sepolto nel Forest Lawn Memorial Park di Glendale accanto al figlio Miles, morto nel 2017 a 31 anni.

### Collaborazioni
Oltre a suonare nei dischi della sua band, Jeff Porcaro ha potuto vantare centinaia di collaborazioni in dischi di artisti famosi, collaborazioni che l'hanno portato a essere considerato uno dei migliori e più pagati musicisti della West Coast. Tra gli artisti con cui collaborò ci sono Lionel Richie, Elton John, Paul McCartney, Michael Jackson, Roger Waters, David Gilmour, Dire Straits, Michael McDonald, Bruce Springsteen, Tommy Bolin, Madonna, Paul Young, Bee Gees, Christopher Cross, George Benson, Al Jarreau, Earth, Wind & Fire, Donald Fagen, Céline Dion, Eric Clapton, Cher, Ray Parker Jr., Riccardo Cocciante, Michael Bolton e molti altri. Lo stile del batterista di Los Angeles lo portò a spaziare in diversi generi musicali dal rock, pop, r&b al jazz. L'uso particolare di hi-hat, ghost-note ed il gusto musicale gli valsero il nome di "Mister Shuffle".